# Alba G. Corral
Alba G. Corral (Madrid, 10 de novembre de 1977) és una artista visual madrilenya, establerta a Sant Carles de la Ràpita, desenvolupadora de codi i docent i comissària del festival Eufònic de les Terres de l'Ebre. Amb formació en enginyeria informàtica i vocació multidisciplinària, està dedicada a la creació d'art generatiu mitjançant programari. Amb base a Barcelona durant quinze anys, el seu treball s'ha presentat en diversos festivals i esdeveniments a Europa, Japó, Mèxic i Estats Units.

## Trajectòria professional
En el camp de la docència, i des de l'activisme en defensa de la cultura lliure, Corral ensenya, en diferents espais (xerrades, tallers, workshops, etc.), programació visual enfocada a dissenyadors i artistes interessats en el codi creatiu a partir d'eines de programari lliure (entre d'altres: processing). Activista, també, a favor del reconeixement dels artistes visuals dins del món de l'art, Corral es lamenta que en el mercat de l'art contemporani no se'ls hi dona prou visibilitat. Així, Corral ha estat impulsora d'iniciatives com #supportvisualists, un espai de reflexió i debat pensat per ajudar el sector dels creadors visuals, visualistes i gestors culturals.
En l'àmbit artístic, explora narratives abstractes i expressa sensibilitat i gust pel color en formats diversos, com ara, la performance en viu, el vídeo, els mitjans digitals, la instal·lació i la creació de música electrònica. Corral és coneguda pels seus directes, farcits de corbes digitals, on integra codi i dibuix en temps real, en col·laboració amb músics i artistes sonors. Així, ha col·laborat amb intèrprets de l'escena experimental i electrònica espanyola, com ARBRE, i de l'escena internacional, com Jon Hopkins, Fibla Stendhal Syndrome, Lorn o RZA. Corral ha presentat els seus espectacles a diversos festivals, com ara, el Sónar, Primavera Sound, Red Bull Music Academy, LEV, MUTEK., l'Eufònic o MIRA, entre d'altres.
Corral duu a terme la seva acció artística i docent des d'una perspectiva feminista. El 2004, per exemple, va participar en el llançament de Femme Fatale, el primer fanzine dedicat a un públic lèsbic a l'estat espanyol. En aquest mateix sentit, va col·laborar a la peça Envers demà. Poesia, memòria i futurs feministes, junt amb Clara Peya i Mireia Calafell dins l'exposició Feminista havies de ser, comissariada per Natza Ferré, el 2020.

## Projectes destacats
- Artista visual convidada al Palau de la Música.[4]
  - Dissenys propis en el llibret de mà de la temporada 2020–2021.[13]
  - 2021: Temps perdut per un art inútil amb Carles Viarnès.[14][15]
  - 2021: Bach & Forward amb Juan de la Rubia i Marco Mezquida.[16]

- Sonar+D. 2020: Performance immersiva amb audiovisual i el piano de Carles Viarnès [Ideal Barcelona].[17]

- Festival Llum BCN: Lo textil (2020).[18][19]

- Festival GREC: 2019: Espectacle inauguració amb Kronos Quartet i participació de l'Esmuc.[20][21][22]

- Festival LEV: 2019: ex(O) amb Alex Augier.[23]

- Festival Elektra (Monreal): 2018: FullDome amb Alex Augier.[24]
- Sonar+D. 2016: bRUNA & Wooky + Alba G. Corral [Sonar Hall].[25]

- Samsung: 2014: Curved amb Floria Sigismondi.[26][27]

- Konvent Moda: 2014: Col·lecció de la dissenyadora Txell Miras amb A taste of Nature juntament amb Björt Rùnars.[28][29]

- 2009-2015: Projecte audiovisual The Space in Between amb Nikka Bionica.[30][31]

## Premis i reconeixements
- El 2014, junt amb Víctor Santana, va rebre en els Vicious Awards el «Premi a Millor Espectacle Audiovisual de l'Any» per l'obra Diálogo Audiovisual.[32][8]